# Saint-Hilaire-des-Landes
Saint-Hilaire-des-Landes is een gemeente in het Franse departement Ille-et-Vilaine (regio Bretagne). De plaats maakt deel uit van het arrondissement Fougères-Vitré. Saint-Hilaire-des-Landes telde op 1 januari 2022 1.032 inwoners.

## Geografie
De oppervlakte van Saint-Hilaire-des-Landes bedroeg op 1 januari 2022 18,27 vierkante kilometer; de bevolkingsdichtheid was toen 56,5 inwoners per km².

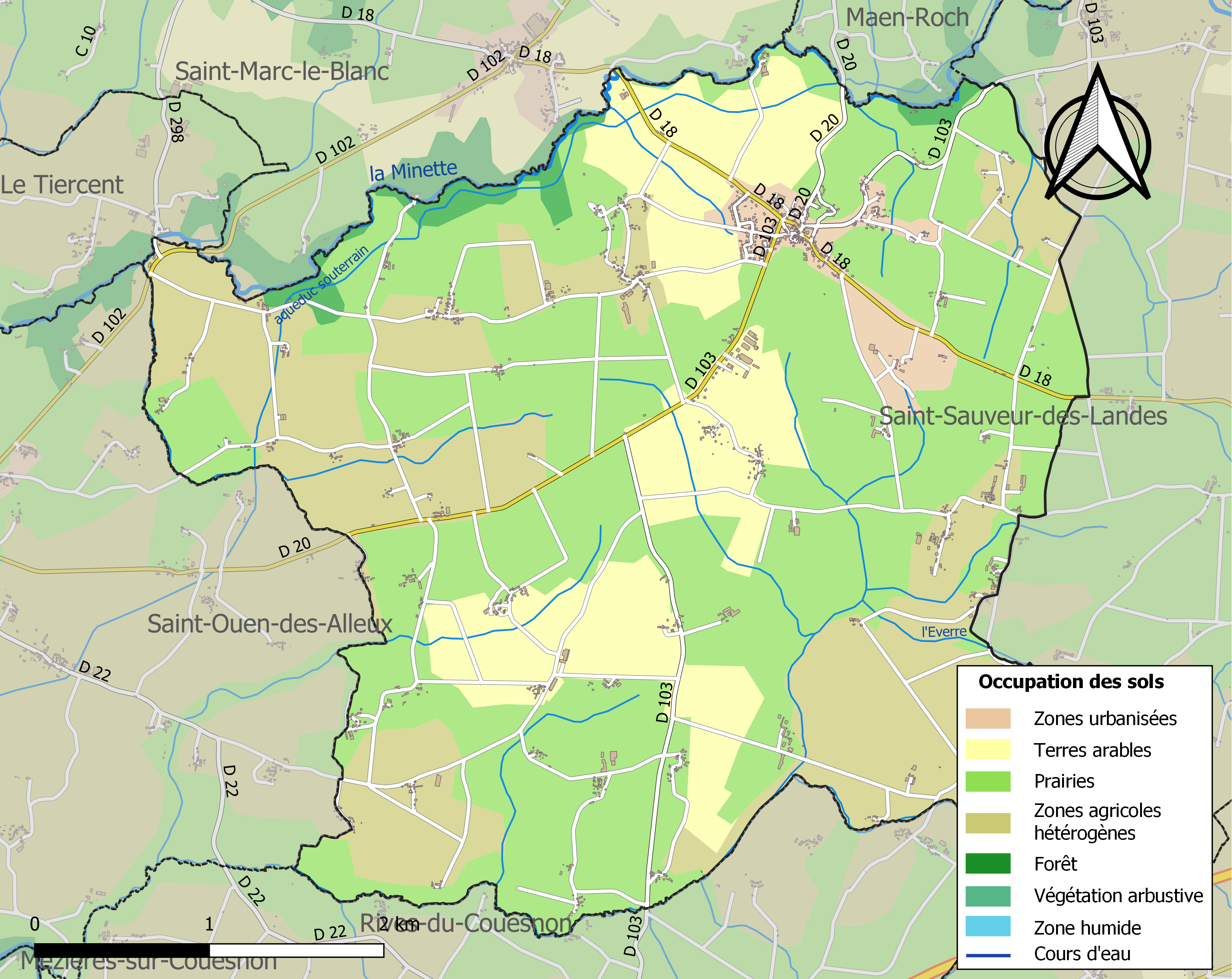
Kaart van de gemeente met belangrijkste infrastructuur, bodemgebruik en omliggende gemeenten

## Demografie
Onderstaande figuur toont het verloop van het inwonertal, bron: INSEE-tellingen. 